# Académie Diplomatique Africaine
Die Académie Diplomatique Africaine (A.D.A.; Diplomatische Akademie Afrikas) ist eine internationale Nichtregierungsorganisation. Sie wurde 1999 in Senegal gegründet, Sitz ist Dakar. Das internationale Sekretariat befindet sich in Berlin.

## Ziele
Ziel ist es, die afrikanische Diplomatie, die einer dauerhaften Entwicklung der Kultur und des Friedens dient, zu verbessern. Die Vereinigung versteht sich als:
- Eine „Denkfabrik“, der erfahrene Experten und Intellektuelle im Bereich der Diplomatie und der internationalen Beziehungen, der Kultur und der Erziehung sowie der Wissenschaft und neuer Technologien einschließt.
- Eine unabhängige „operative und intervenierende Struktur“ auf internationaler Ebene zu Gunsten des afrikanischen Kontinents.

Die Organisation versteht sich – mit der Unterstützung der Afrikanischen Union und anderer regionaler afrikanischer Organisationen – als „Lobby-Institution“ für den afrikanischen Kontinent, und sie ist ein Raum für den Gedankenaustausch, um vorausschauend zu reflektieren und über alle wesentlichen Fragen die Zukunft des Afrikanischen Kontinents betreffend zu beraten.
In diesem Sinne wünscht die A.D.A. eine Kooperation mit allen internationalen Organisationen, die Afrika in seiner Entwicklung unterstützen, so wie mit der Europäischen Union, nord- und südamerikanische Institutionen, sowie Institutionen des Mittleren und des Nahen Ostens. Die A.D.A. möchte bei ihrer Arbeit vor allem: die weitere Entwicklung Afrikas fördern, Konflikten vorbeugen, die weltweite Sensibilität bezüglich der afrikanischen Zielsetzungen erhöhen und hierdurch die Festigung der Verbindungen zwischen den afrikanischen Ländern verstärken und damit auch einen Beitrag zur Förderung der Menschenrechte leisten.

## Mitglieder
Mitglieder sind sowohl afrikanische Persönlichkeiten als auch Personen aus der afrikanischen Diaspora, oder international bekannte Persönlichkeiten sowie andere. 2015 hatte der Verein 24 Vollzeitmitarbeiter.

## Struktur
- Gründerpräsident: Benoît Ngom (Senegal).
- Internationaler Exekutivsekretär: Seine Königliche Hoheit Prinz Dah BOKPE (Deutschland).
- A.D.A. Europa: Angela Koch (Belgien).
- Wissenschaftliches Komitee: Arnaud de Raulin, Dekan der Fakultät des Rechtwesens der Universität Artois (Frankreich) und Eddy Maloka, Direktor des Afrikanischen Instituts von Südafrika.